# Hagelskjutning

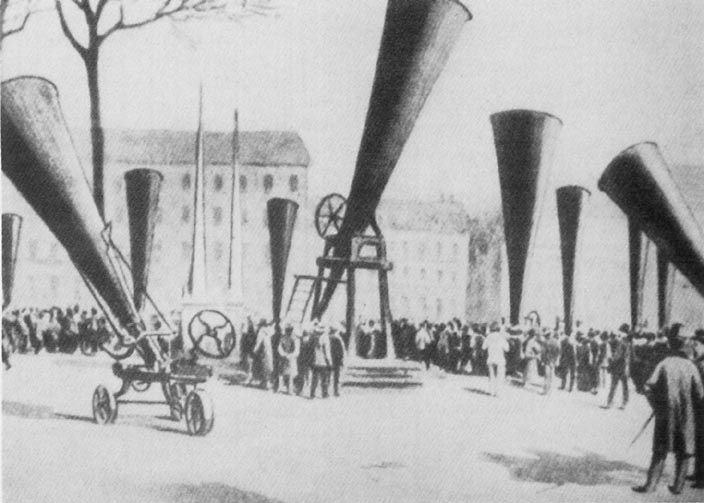
Hagelkanoner. En bild från International congress on hail shooting, 1901

Hagelskjutning var en metod för förebyggande av hagelskador som i slutet av 1800-talet vann stor utbredning i vinproducerande länder i Europa, men snart visade sig vara verkningslös.
För att hagelkorn av så stora dimensioner och i så stor mängd, att följden blir en hagelby med skadeverkningar skall bildas, måste mäktiga lager av atmosfären befinna sig i ett mycket labilt jämviktstillstånd. Om detta labila jämviktstillstånd skulle kunna rubbas i ett tidigare stadium, så att vattendropparna bildades tidigare och ej blev överkylda och slutligen frusna, utan föll nedåt i flytande form, skulle den hotande hagelbyn ha förvandlats till en vanlig regnskur.
Med den så kallade "hagelskjutningen" trodde man sig kunna nå ett sådant resultat och denna började därför användas systematiskt i syfte att skydda vingårdarna i Steiermark, Österrike, då dessa hotades av våldsamma hagelbyar efter att angränsande skogar huggits ned. Metoden spred sig snabbt till Ungern, Italien, Frankrike och Spanien, i vilka länder på vida områden skjutstationer i tusental upprättades, i vissa distrikt så tätt, att de låg på endast en kilometers inbördes avstånd.
Om möjligt på en höjd placerades en liten, rakt uppåt riktad mörsare, förlängd med en smal, konisk tratt med några meters längd. När en krutladdning påtändes i en dylik mörsare, bildas en tät, synnerligen skarpt begränsad virvelring, liknande de ringar, man kan blåsa vid tobaksrökning. Begynnelsehastigheten, i regel omkring 60 meter per sekund, avtar relativt snabbt, allteftersom ringen stiger under ständig tillväxt i diametern. Man kunde dock konstatera att den når många hundra meters höjd, och man trodde sig därigenom kunna nå de lager, där tendens till hagelbildning finns.
Verkan av skjutningen tänkte man sig dels vara den, att rökpartiklarna, som är förträffliga kondensationskärnor, skulle framkalla utfällning av vattenångan tidigare och på mindre höjd än som skulle ha varit fallet utan skjutning, dels ansåg man det troligt, att de många små virvlarna, som åstadkoms genom skjutningen från massor av stationer, på ett oskyldigt stadium skulle rubba det labila jämviktstillstånd, som, om det fick utbreda sig och potentiell energi fick ostört hopa sig, snart skulle avlösas av ett våldsamt hageloväder.
Anledningen till metodens stora utbredning var de oerhörda värden som stod på spel för vinproducenterna och man var därför beredd att satsa kolossala summor på upprättandet, underhåll och betjäning av dessa skjutstationer. En vetenskaplig prövning av meteorologer, främst österrikaren Joseph Maria Pernter, visade 1902 att rökringarna inte når upp till tillräcklig hög höjd, och att hagelskjutningen därför var att anse som verkningslös.